# Paravargula taiwantuia
Paravargula taiwantuia is een mosselkreeftjessoort uit de familie van de Cypridinidae. De wetenschappelijke naam van de soort is voor het eerst geldig gepubliceerd in 1977 door Tseng.